# Novotinea muricolella
Novotinea muricolella är en fjärilsart som beskrevs av Fuchs 1879. Novotinea muricolella ingår i släktet Novotinea och familjen äkta malar.
Artens utbredningsområde är Tyskland. Inga underarter finns listade i Catalogue of Life.